# As-samu

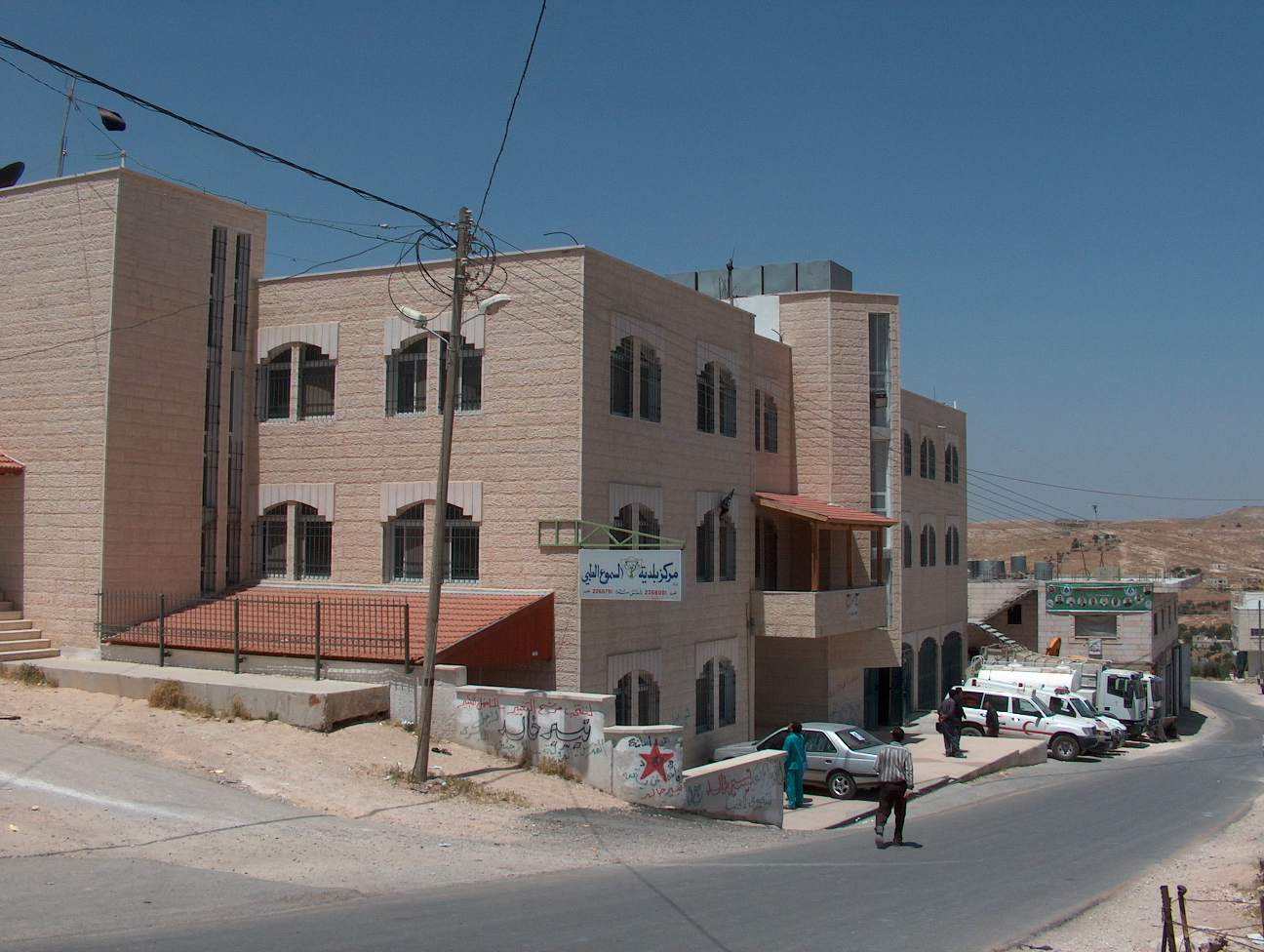
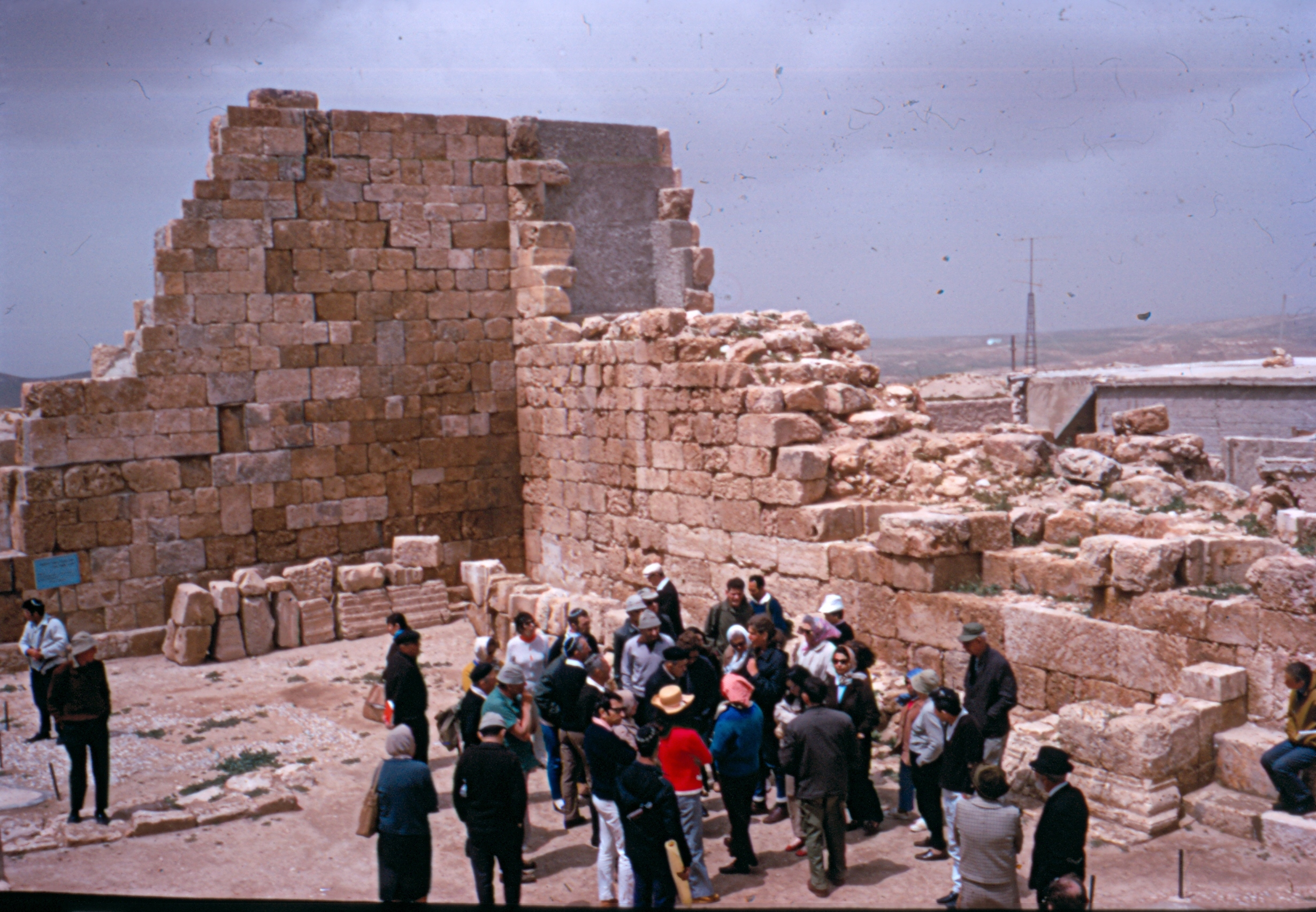
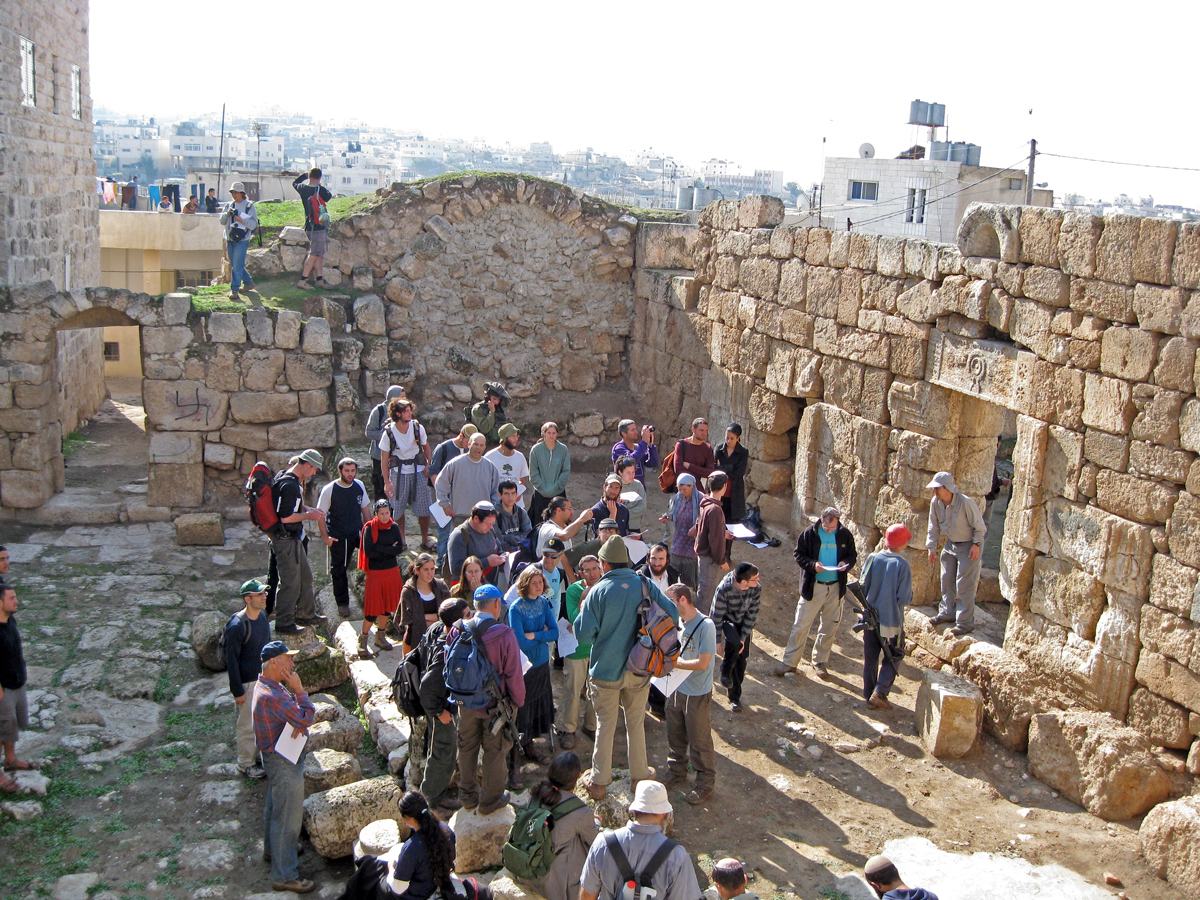
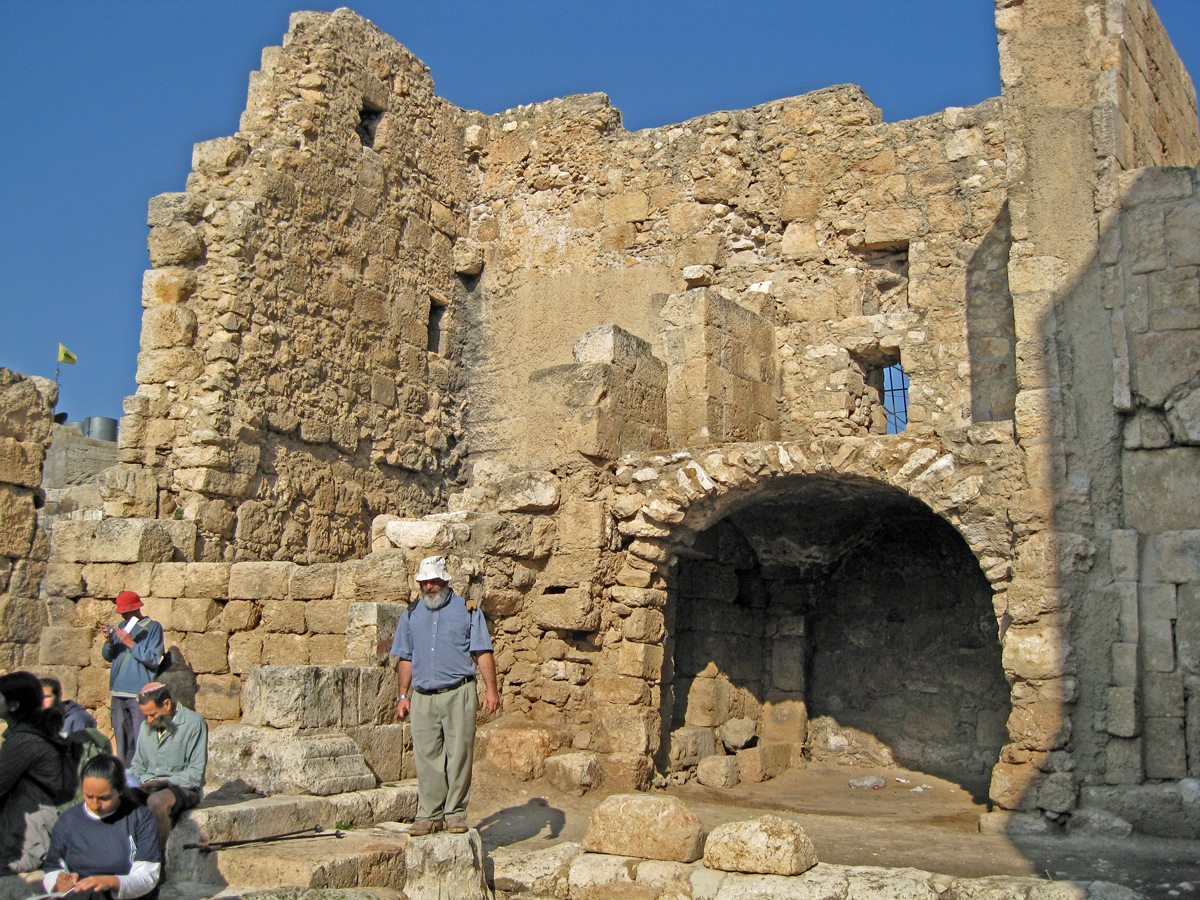

As-Samu, ook wel es-Samu' (Arabisch: السموع, Hebreeuws: א-סמוע) is een Palestijnse stad op de Westelijke Jordaanoever.